# Courtney Taylor Burness
Courtney Taylor Burness (La Jolla, California, 8 de octubre de 1995) es una ex actriz estadounidense. 

## Filmografía
| Año       | Película/Programa                                | Personaje            | Notas                                 |
| --------- | ------------------------------------------------ | -------------------- | ------------------------------------- |
| 2010      | Liberty                                          | Joven libertad       | posproducción                         |
| 2009      | Protection                                       | Johanna              |                                       |
| 2008      | El mundo según Jim                               | Tabitha              | 2 episodios                           |
| 2007      | Premonition                                      | Bridgette Hanson     |                                       |
| 2006      | Thrillville                                      | niña                 | voz - videojuego                      |
| 2006      | Las chicas Gilmore                               | Tiffany              | Episodio: "Lorelai's First Cotillion" |
| 2006      | Seraphim Falls                                   |                      |                                       |
| 2006      | Retrato de una pasión                            | Pequeña Diane        |                                       |
| 2006      | Billy Schulz                                     | chica                |                                       |
| 2006      | Still Standing                                   | Emily                | Episodio: "Still Coaching"            |
| 2006      | Cuts                                             | Katelynn             | Episodio: "Carpal Kids"               |
| 2005      | Jesus, Mary and Joey                             | Macy                 |                                       |
| 2005      | Single White Female 2: The Psycho                | niña                 |                                       |
| 2005      | Gracias por fumar                                | niña                 |                                       |
| 2005      | Jimmy Kimmel Live!                               | School Crossing Kid  | 1 episodio                            |
| 2005      | La Ley y el Orden: Unidad de Víctimas Especiales | Danielle Pellegrino  | Episodio: "Contagious"                |
| 2005      | Deal                                             | Gwen                 |                                       |
| 2000–2004 | Las pistas de Blue                               |                      | 9 episodios                           |
| 2003      | Late Show with David Letterman                   |                      | 1 episodio                            |
| 2003      | The Diary of Ellen Rimbauer                      | Joven April Rimbauer |                                       |
| 2002      | Emmett's Mark                                    | Hija de Diane Karlin |                                       |

## Premios y nominaciones
| Año  | Premio                | Categoría                                                 | Resultado | Película    |
| ---- | --------------------- | --------------------------------------------------------- | --------- | ----------- |
| 2008 | Premios Artista Joven | Mejor Actuación en una Película - Actriz de reparto joven | nominada  | Premonition |